# ایندرا سیستماس
ایندرا سیستماس (به اسپانیایی: Indra Sistemas) شرکت اسپانیایی فعال در زمینه فناوری اطلاعات و سامانه‌های دفاعی می‌باشد. نام این شرکت از نام خدای هندوها؛ ایندرا گرفته شده‌است.
فعالیت‌های اقتصادی شرکت ایندرا در ۳ حوزه خلاصه می‌شود: فناوری اطلاعات، شبیه‌سازی-سامانه‌های اتوماسیون و تجهیزات الکترونیکی نظامی.
این شرکت همچنین در حوزه‌های دیگر فناوری اطلاعات نیز دارای فعالیت می‌باشد که عبارتند از: ارائه خدمات رأی‌گیری الکترونیکی، عرضه شبیه‌سازهای پرواز، خدمات دفاعی و تجهیزات انفورماتیک پزشکی.